# 湯檜曽川
湯檜曽川（ゆびそがわ）は、群馬県利根郡みなかみ町を流れる一級河川 である。利根川水系の支流。「湯檜曽川本谷」は日本百名谷。

## 地理

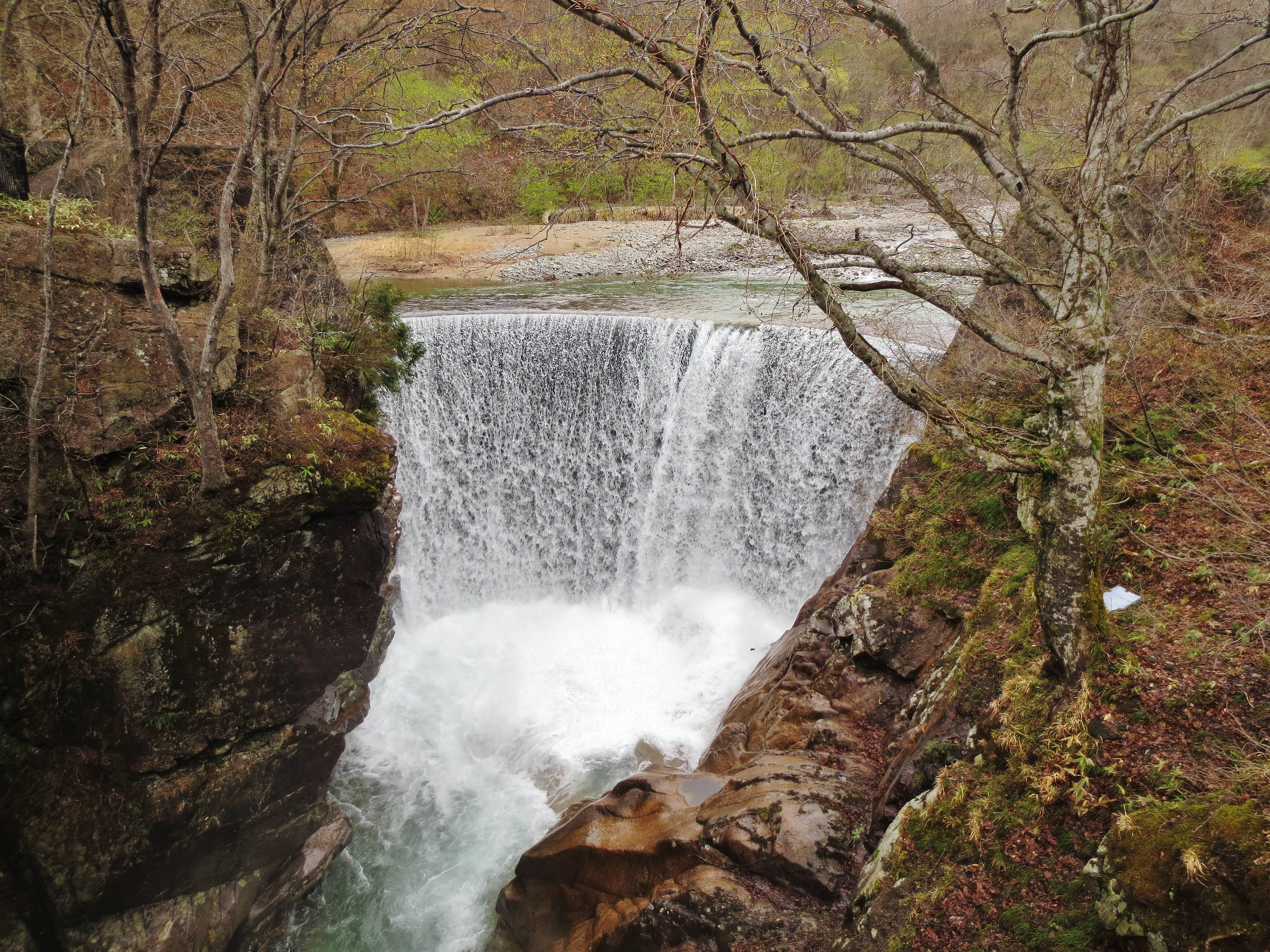
土合砂防堰堤
（通称：湯吹の滝）

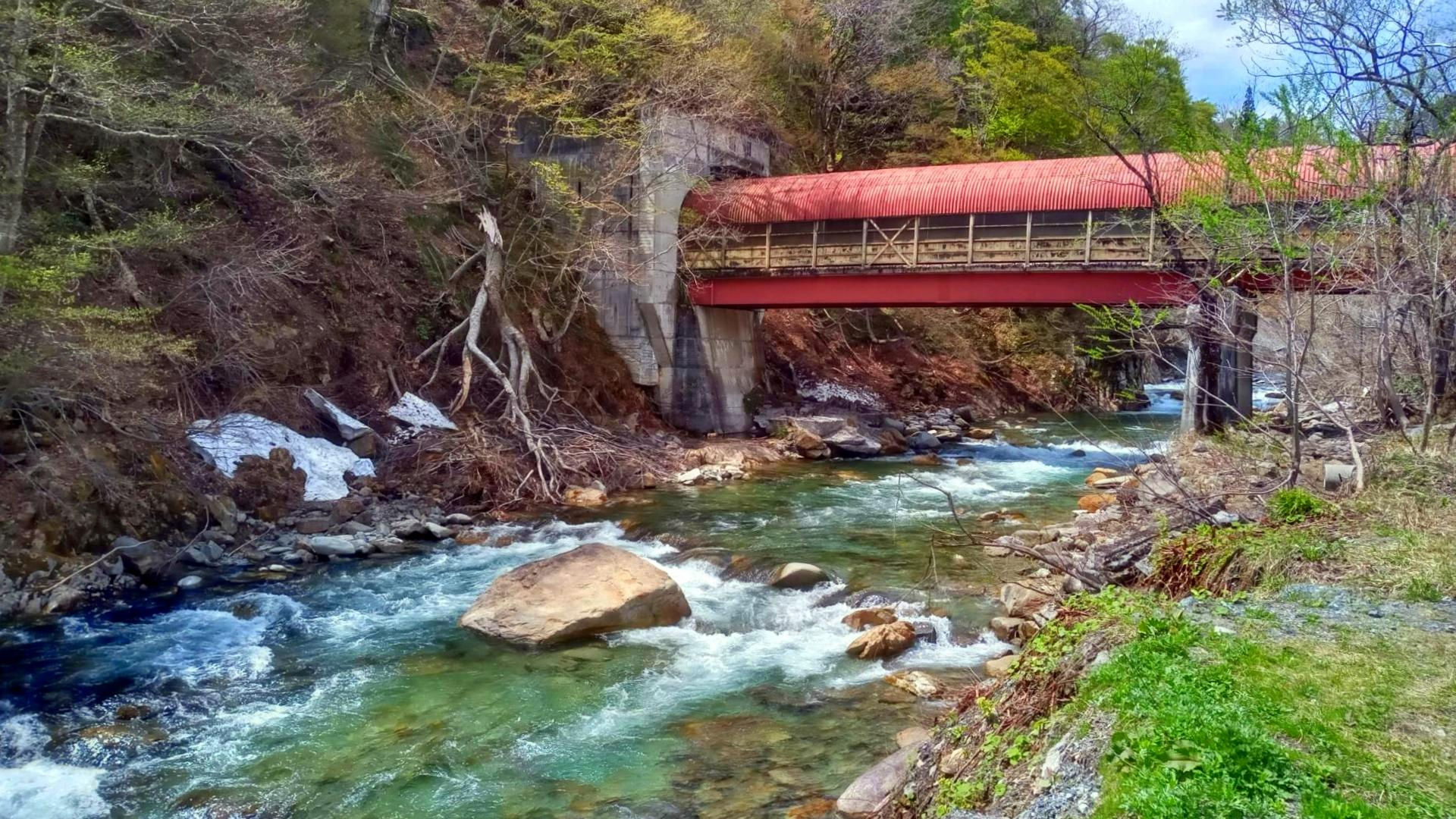
土合駅付近

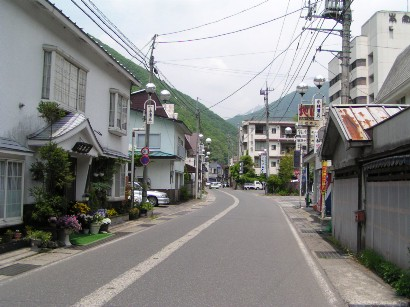
湯檜曽温泉

水源は上信越高原国立公園指定地域の朝日岳である。上流域に谷川連峰（谷川岳・一ノ倉岳・茂倉岳・武能岳・七ツ小屋山・笠ヶ岳・白毛門）があり、本谷と抱返り沢・大倉沢の合流する十字峡など滝と紅葉の名所でもある。下流域には、湯檜曽駅・湯檜曽温泉がある。

## 災害・事故
湯檜曽川ではしばしば鉄砲水による災害が発生している。2000年（平成12年）8月6日には合宿で訪れていた少年サッカーチーム一行が鉄砲水に襲われ、1名が死亡した。

## 並行する交通
- JR上越線
- 国道291号